# جوزيف شميت (سياسي)
جوزيف شميت هو سياسي ألماني، ولد في 6 أبريل 1882 في ماينتس في ألمانيا، وتوفي بنفس المكان في 23 يوليو 1967. نشط حزبياً في الاتحاد الديمقراطي المسيحي وحزب الوسط. وقد انتخب عضو في البوندستاغ الألماني خلال فترته النيابية ‏ (7 سبتمبر 1949 – 7 سبتمبر 1953).